# Helena Asanina Cantacuzena
Helena Asanina Cantacuzena (m. após 1394) foi a condessa viúva de Salona na Grécia franca de 1382 até sua conquista pelo Império Otomano em 1394.

## Vida
Helena foi uma das filhas mais jovens de Mateus Cantacuzeno e Irene Paleóloga. Ela foi conhecida por ter vivido com sua mãe e irmã Maria em Gracianópolis (moderna Gratini), quando o imperador João V Paleólogo moveu-as para Tênedo. Em 1361, ela partiu com seu pai Mateus para morar na Moreia, onde mais tarde, ca. 1368, casar-se-ia com o conde de Salona e senhor de Zetúnio e Egina Luís Frederico. Quando Luís morreu em 1382, ela continuou a reinar como condessa viúva de Salona. Quando Helena foi ameaçada pela aliança de seu primo, o déspota da Moreia Teodoro I Paleólogo, e o duque de Atenas Nério I Acciaioli, ela procurou ajuda de Estêvão de Farsalos, o filho mais jovem do déspota do Epiro Simeão Uresis. Em abril de 1388, o rei João I de Aragão ofereceu-lhe os direitos de castelona sobre Atenas na condição de que ela defenderia a cidade.
Helena teve apenas uma criança com seu marido, Maria Frederica Cantacuzena, que nasceu ca. 1370. Maria, a quem Laônico Calcondilas descreveu como muito bela, foi muito disputada como esposa. Seu primeiro compromisso, ocorrido ca. 1382, foi com Bernaduque, um filho do visconde de Rocaberti Filipe Dalmau, e mais adiante com um filho desconhecido de Simeão Uresis, que Donald Nicol sugeriu ter sido Estêvão de Farsalos. O acordo estava próximo de ser consumado com um casamento, quando o rei Pedro IV de Aragão escreveu para Helena em 17 de agosto de 1386 e reprovou-a por casar sua filha com um estrangeiro. De qualquer forma, as negociações para o casamento dela com Bernaduque de Rocaberti recomeçaram em 1387. Diz-se que Nério Acciaioli também procurou casá-la com seu cunhado Pedro Saraceno, mas em 1390 os trâmites parecem ter sido feitos para que Maria se cassasse com Mateus de Moncada, filho do conde de Augusta Guilherme Raimundo de Moncada.
Na crônica de Calcondilas há uma relato de como Salona foi capturada pelo sultão otomano Bajazeto I e que depois disso Helena e sua filha Maria ingressaram no harém do sultão. Segundo uma carta de Nério Acciaioli a seu irmão Donato datada de 20 de fevereiro de 1394, a captura de Salona pode ser datada no fim de 1393 ou começo de 1394.